# روستاوی
۴۱°۳۲′ شمالی ۴۵°۰۰′ شرقی / ۴۱٫۵۳۳°شمالی ۴۵٫۰۰۰°شرقی
روستآوی (به گرجی: რუსთავი) در ۲۰ کیلومتری جنوب شرقی پایتخت گرجستان، در استپ گاردابانی شهر روستاوی جای گرفته‌است که یکی از مراکز صنعتی گرجستان است. روستاوی مرکز ایالت تاریخی کومو کارتلی است. قسمت اصلی شهر، شامل بخش صنعتی، در ساحل چپ رودخانهٔ متکواری قرار دارد، در حالی که ساختمان‌های مسکونی در ساحل راست رود ساخته شده‌اند. آب و هوای روستاوی و پیرامون آن خشک است با تابستان‌های داغ و زمستان‌های نسبتاً سرد. متوسط بارندگی سالانه به حدود ۴۰۰ میلی‌متر می‌رسد.
بخش عمدهٔ کانال گاردابانی در قسمت مرکزی شهر در ساحل چپ رود متکواری قرار دارد. آب کانال نه تنها برای آبیاری، بلکه برای تأمین آب مورد نیاز نیروگاه برق حرارتی تفلیس به کار برده می‌شود که در نزدیک روستاوی ساخته شده‌است.
روستاوی چهارمین شهر بزرگ گرجستان است که در سال ۲۰۰۲ جمعیت آن به ۱۳۸۲۰۰ نفر برآورد شده‌است.
روستاوی همچنین زادگاه شاعر حماسه سرای گرجی شوتا روستاولی نیز هست.

## صنعت
توسعهٔ این شهر نوین در ارتباط با طرح احداث کارخانهٔ ذوب آهن و فولاد روستاوی است که در دشت برهنه ای در کنار ویرانه‌های شهر قدیمی در سال ۱۹۴۴ میلادی آغاز شد و در سال ۱۹۵۰ کارخانه اولین محصول خود را تولید کرد، دو سال بعد کارخانه نورد آغاز به کار کرد و در سال ۱۹۵۴ کارکنان ذوب آهن گرجستان اولین محصول آهن و زغال کک خود را عرضه کردند.
امروزه روستاوی بزرگترین مرکز صنایع سنگین گرجستان است. بیشترین حجم تولید کارخانهٔ تولید فولاد و آهن اختصاص به لوله‌های فولادی بدون درز دارد که به‌طور گسترده‌ای در صنایع نفت قفقاز جنوبی مورد استفاده قرار می‌گیرد. روستاوی شمش‌های فولادی مورد نیاز کارخانهٔ نورد سومقاییت (در آذربایجان) را تأمین می‌کرد. کارخانهٔ ذوب فولاد روستاوی همچنین ورق فولاد و سایر استانداردها قطعات فولادی را که نقش عمده ای در اقتصاد دارند، تولید می‌کند.
علاوه بر کارخانه‌های ذوب آهن، کارخانه‌های بزرگ شیمیایی نیز در این شهر فعالیت دارند. کارخانه‌های شیمیایی روستاوی، کودهای ازته برای تأمین نیاز بخش کشاورزی کشورهای قفقاز جنوبی و تعدادی نقاط دیگر تولید می‌کرد که در سال‌های پس از استقلال با وجود بحران‌های سیاسی و اقتصادی تولیدات آن دچار اختلال شده‌است. تعدادی کارخانه تولید الیاف مصنوعی نیز در این شهر ساخته شده‌است. کارخانهٔ تولید سیمان از ضایعات تولیدات سنگ ترکانی فعالیت دارد. کارخانهٔ تولید قطعات بتونی و نیز کارخانه‌های تولیدات مکانیکی-مهندسی و تجهیزات جرثقیل در این شهر بنا شده‌است. روستاوی در دورهٔ شوروی با بسیاری از نقاط شوروی روابط تولیدی و اقتصادی داشت. نیروی انسانی متخصص شهر از تفلیس تأمین می‌شد. در آغاز روستاوی مصالح ساختمانی گوناگون و تجهیزات را از تفلیس دریافت می‌کرد، در حالی که پس از رونق تولیدات صنعتی شهر، روستاوی بسیاری از مواد مصرفی صنایع را تأمین کرده و به شهر متخصصان و کارکنان ذوب آهن تبدیل شده و فقط محصولات صنایع سبک و غذایی را در روابط متقابل اقتصادی از شهر تفلیس در یافت می‌کند.

## آموزش
شبکهٔ وسیعی از دبیرستان‌های آموزشی و فنی در روستاوی تأسیس شده‌است. موسسه‌های علمی آموزشی پلی تکنیک و مؤسسه اتوماسیون      مراحل تولید در شهر فعالیت دارد.

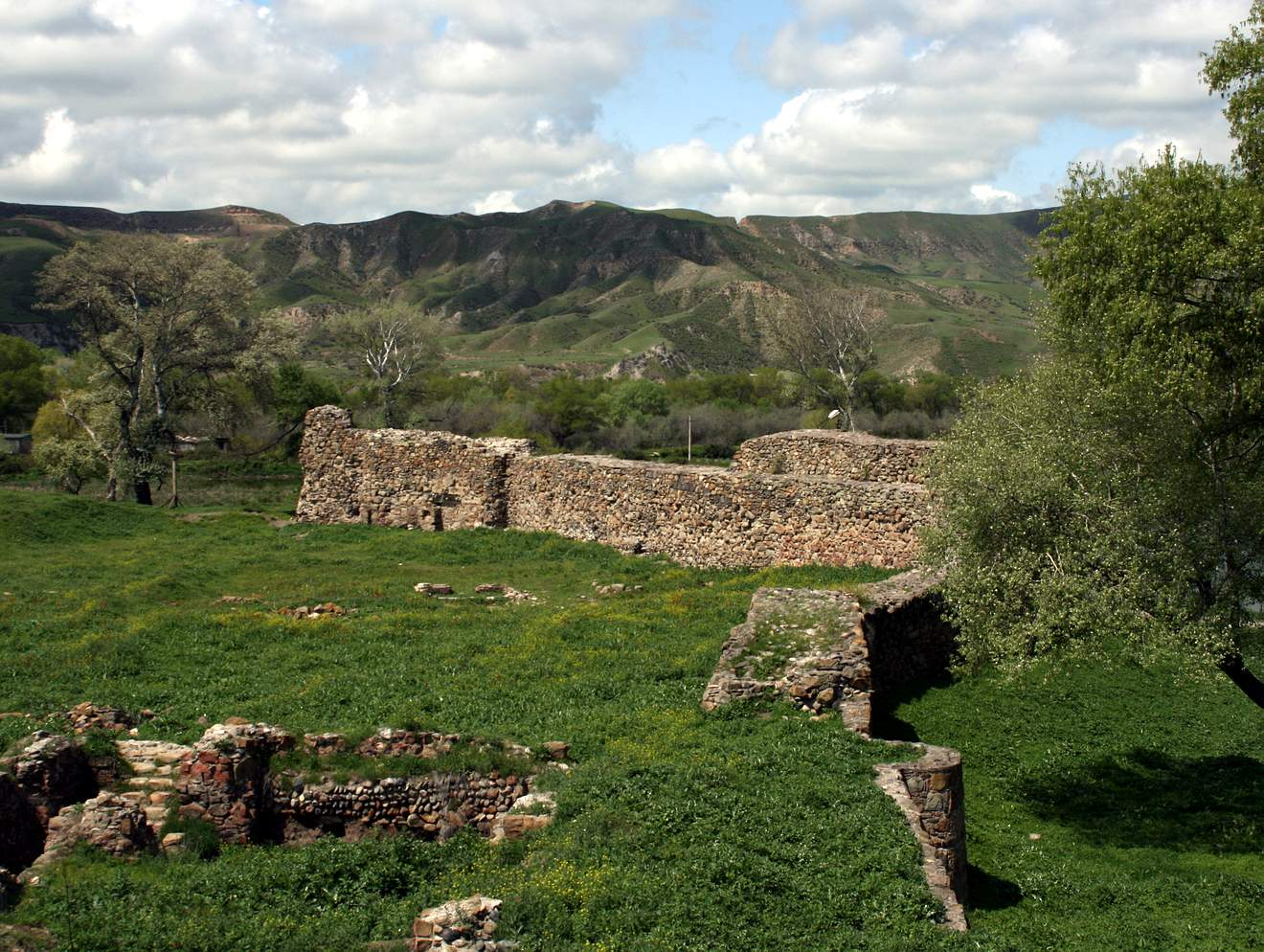